# Žofie Hedvika Dánská
Žofie Hedvika Dánská (28. srpna 1677, Kodaň — 13. srpna 1735, tamtéž) byla princezna dánská, dcera Kristiána V., norského a dánského krále, a jeho manželky Šarloty Amálie Hesensko-Kasselské.

## Život

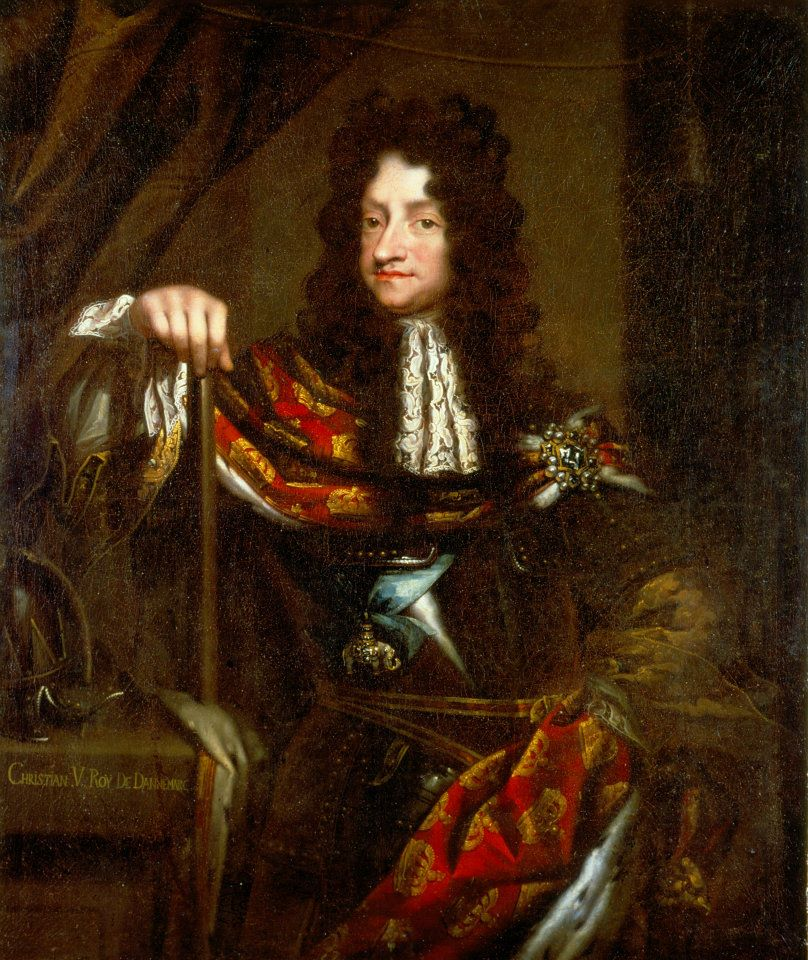
Žofiin otec Kristián V.

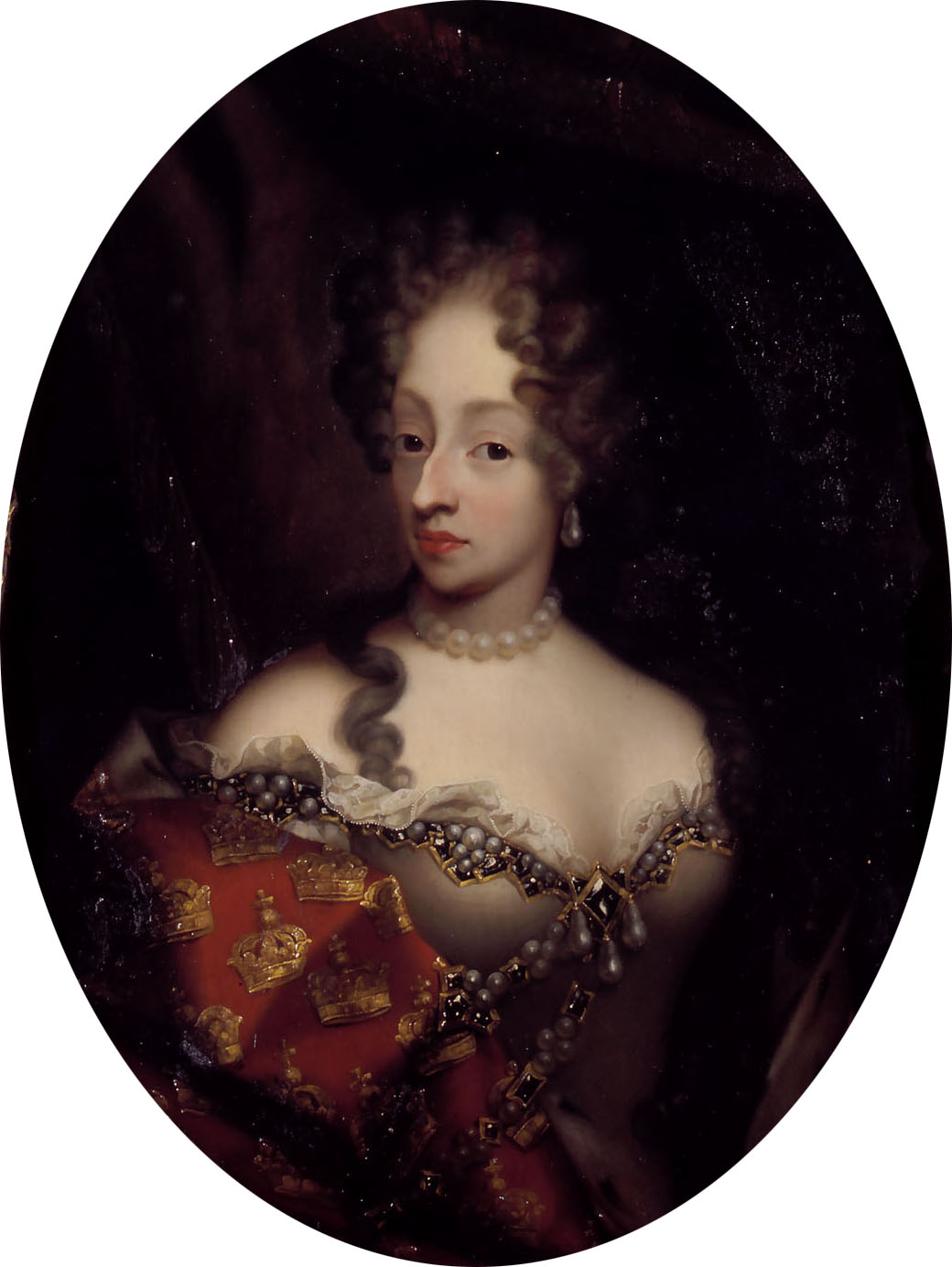
Šarlota Amálie; matka Žofie Hedviky

Žofie Hedvika se narodila 28. srpna 1677 v Kodani, hlavním městě Dánska. Jejím otcem byl Kristián V. a matkou byla Šarlota Amálie Hesensko-Kasselská. Žofiinými prarodiči z otcovy strany byli Frederik III. Dánský a jeho manželka Žofie Amálie. Z matčiny strany byli prarodiči Žofie Vilém VI. Hesensko-Kasselský a Hedvika Žofie Braniborská.

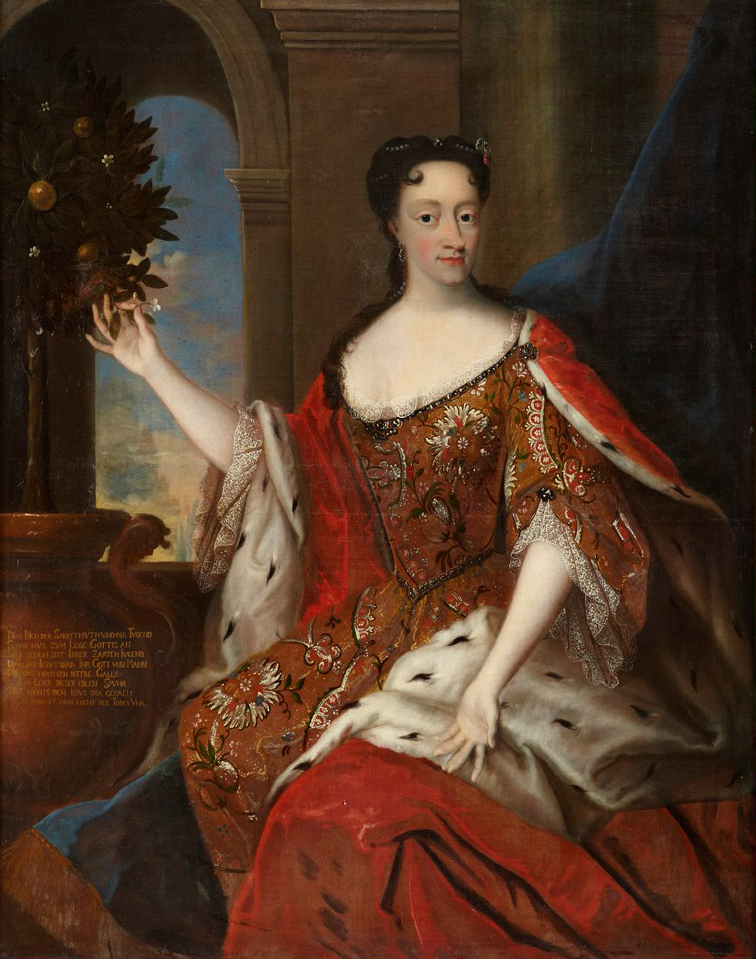
Žofie Hedvika Dánská na obraze Jacoba Coninga

Za svůj život byla Žofie Hedvika celkem třikrát zasnoubená, ke svatbě však nedošlo ani v jednom případě. Poprvé byla rodiči zasnoubena ještě jako dítě s bratrancem Janem Jiřím IV. Saským. Šlo o tradiční politické spojení, a jelikož Dánsko a Sasko byly přátelské státy, byl sňatek i vhodný pro utužení vztahů. Roku 1689 bylo rozhodnuto, že sňatek se bude konat za dva roky, tedy roku 1691. Když ale Jan Jiří nastoupil na místo svého otce a získal všechny tituly, zasnoubení zrušil. Již o rok později ale Žofiini rodiče navrhli sňatek s Josefem I. Habsburským. Mezi lety 1694 až 1697 byl tento sňatek předmětem mnoha jednání. Nicméně Žofie Hedvika byla luteránka a již téměř dospělá žena a rozhodla se, že ke katolicismu nepřestoupí; to ovšem byla podmínka rodičů ženicha. I přes naléhání Šarloty Amálie a především Kristiána se Žofie Hedvika rozhodla zůstat věrná své víře. Mezi lety 1697 až 1699 byl pak projednáván sňatek Žofie Hedviky a švédského krále Karla XII. I tento sňatek by byl velmi politicky výhodný, především pro Dánsko, ale o pět let mladšího Karla Žofie Hedvika příliš neokouzlila a on se nakonec neoženil vůbec. Námluvy s Karlem byly oficiálně poslední. Žofie Hedvika se však pravděpodobně skutečně vdala, a to za dvořana Carla Adolfa von Plessena. Sňatek byl ale tajný, a proto o něm nejsou žádné záznamy, nemůžeme ani prokázat, že k němu skutečně došlo. Jisté ale je, že Žofie Hedvika vztah s Carlem Adolfem měla.
Roku 1699 zemřel Žofiin otec Kristián a následníkem se stal jeho syn a Žofiin bratr Frederik IV. Následně Žofie Hedvika žila v domě se svou matkou Šarlotou Amálií až do její smrti roku 1714. Poté se vrátila ke královskému dvoru. Žofiinou dvorní dámou byla v té době i Elisabeth Helene von Vieregg, která byla původně milenkou Žofiina bratra a později i jeho manželkou, čímž se ale Frederik dopustil bigamie. Nakonec ale zemřela při porodu jejich prvního dítěte.
Do roku 1721 měla Žofie Hedvika s bratrem dobrý vztah, avšak toho roku se společně s bratrem Karlem rozhodla protestovat proti sňatku Frederika s Annou Žofií Reventlow. I ta byla nejdříve jen Frederikovou milenkou, ale vztah byl velmi šťastný. Po rozepři s Frederikem dostala Žofie Hedvika panství Vemmetofte společně se 70 dvořany (včetně Carla Adolfa von Plessena) a odešla od královského dvora. V novém panství založila Žofie Hedvika i školu. Roku 1729 zemřel i Žofiin bratr Karel, po němž zdědila velké bohatství, mimo jiné i palác Charlottenborg v Kodani.
Žofie Hedvika byla nadána umělkyně se zájmem o hudbu i šperky a výšivky. Vlastnila i velkou sbírku žalmů. Za zámku Rosenborg je k vidění většina jejích děl i všech sbírek.
Žofie Hedvika Dánská zemřela 13. srpna 1735 ve věku sedmapadesáti let v paláci Charlottenborg, který zdědila. V její vůli byl i požadavek na založení protestantského kláštera pro svobodné šlechtičny, což se stalo; klášter byl založen ve Vemmetofte.

## Vývod z předků
|                        |                                     |  |                          |                                      |  |  |  |  |  |  |  | Frederik II. Dánský |
|                        |                                     |  |                          |                                      |  |  |  |  |  |  |  |                     |
|                        | Kristián IV. Dánský                 |  |                          |                                      |  |  |  |  |  |  |  |                     |
|                        |                                     |  |                          |                                      |  |  |  |  |  |  |  |                     |
|                        |                                     |  |                          | Žofie Meklenburská                   |  |  |  |  |  |  |  |                     |
|                        |                                     |  |                          |                                      |  |  |  |  |  |  |  |                     |
|                        | Frederik III. Dánský                |  |                          |                                      |  |  |  |  |  |  |  |                     |
|                        |                                     |  |                          |                                      |  |  |  |  |  |  |  |                     |
|                        |                                     |  |                          | Jáchym Fridrich Braniborský          |  |  |  |  |  |  |  |                     |
|                        |                                     |  |                          |                                      |  |  |  |  |  |  |  |                     |
|                        | Anna Kateřina Braniborská           |  |                          |                                      |  |  |  |  |  |  |  |                     |
|                        |                                     |  |                          |                                      |  |  |  |  |  |  |  |                     |
|                        |                                     |  |                          | Kateřina Braniborsko-Küstrinská      |  |  |  |  |  |  |  |                     |
|                        |                                     |  |                          |                                      |  |  |  |  |  |  |  |                     |
|                        | Kristián V. Dánský                  |  |                          |                                      |  |  |  |  |  |  |  |                     |
|                        |                                     |  |                          |                                      |  |  |  |  |  |  |  |                     |
|                        |                                     |  |                          | Vilém Brunšvicko-Lüneburský          |  |  |  |  |  |  |  |                     |
|                        |                                     |  |                          |                                      |  |  |  |  |  |  |  |                     |
|                        | Jiří Brunšvicko-Lüneburský          |  |                          |                                      |  |  |  |  |  |  |  |                     |
|                        |                                     |  |                          |                                      |  |  |  |  |  |  |  |                     |
|                        |                                     |  |                          | Dorotea Dánská                       |  |  |  |  |  |  |  |                     |
|                        |                                     |  |                          |                                      |  |  |  |  |  |  |  |                     |
|                        | Žofie Amálie Brunšvická             |  |                          |                                      |  |  |  |  |  |  |  |                     |
|                        |                                     |  |                          |                                      |  |  |  |  |  |  |  |                     |
|                        |                                     |  |                          | Ludvík V. Hesensko-Darmstadtský      |  |  |  |  |  |  |  |                     |
|                        |                                     |  |                          |                                      |  |  |  |  |  |  |  |                     |
|                        | Anna Eleonora Hesensko-Darmstadtská |  |                          |                                      |  |  |  |  |  |  |  |                     |
|                        |                                     |  |                          |                                      |  |  |  |  |  |  |  |                     |
|                        |                                     |  |                          | Magdalena Braniborská                |  |  |  |  |  |  |  |                     |
|                        |                                     |  |                          |                                      |  |  |  |  |  |  |  |                     |
| 'Žofie Hedvika Dánská' |                                     |  |                          |                                      |  |  |  |  |  |  |  |                     |
|                        |                                     |  |                          |                                      |  |  |  |  |  |  |  |                     |
|                        |                                     |  | Mořic Hesensko-Kasselský |                                      |  |  |  |  |  |  |  |                     |
|                        |                                     |  |                          |                                      |  |  |  |  |  |  |  |                     |
|                        | Vilém V. Hesensko-Kasselský         |  |                          |                                      |  |  |  |  |  |  |  |                     |
|                        |                                     |  |                          |                                      |  |  |  |  |  |  |  |                     |
|                        |                                     |  |                          | Anežka ze Solms-Laubachu             |  |  |  |  |  |  |  |                     |
|                        |                                     |  |                          |                                      |  |  |  |  |  |  |  |                     |
|                        | Vilém VI. Hesensko-Kasselský        |  |                          |                                      |  |  |  |  |  |  |  |                     |
|                        |                                     |  |                          |                                      |  |  |  |  |  |  |  |                     |
|                        |                                     |  |                          | Filip Ludvík II. z Hanau-Münzenbergu |  |  |  |  |  |  |  |                     |
|                        |                                     |  |                          |                                      |  |  |  |  |  |  |  |                     |
|                        | Amálie Alžběta z Hanau-Münzenbergu  |  |                          |                                      |  |  |  |  |  |  |  |                     |
|                        |                                     |  |                          |                                      |  |  |  |  |  |  |  |                     |
|                        |                                     |  |                          | Kateřina Belgica Nasavská            |  |  |  |  |  |  |  |                     |
|                        |                                     |  |                          |                                      |  |  |  |  |  |  |  |                     |
|                        | Šarlota Amálie Hesensko-Kasselská   |  |                          |                                      |  |  |  |  |  |  |  |                     |
|                        |                                     |  |                          |                                      |  |  |  |  |  |  |  |                     |
|                        |                                     |  |                          | Jan Zikmund Braniborský              |  |  |  |  |  |  |  |                     |
|                        |                                     |  |                          |                                      |  |  |  |  |  |  |  |                     |
|                        | Jiří Vilém Braniborský              |  |                          |                                      |  |  |  |  |  |  |  |                     |
|                        |                                     |  |                          |                                      |  |  |  |  |  |  |  |                     |
|                        |                                     |  |                          | Anna Pruská                          |  |  |  |  |  |  |  |                     |
|                        |                                     |  |                          |                                      |  |  |  |  |  |  |  |                     |
|                        | Hedvika Žofie Braniborská           |  |                          |                                      |  |  |  |  |  |  |  |                     |
|                        |                                     |  |                          |                                      |  |  |  |  |  |  |  |                     |
|                        |                                     |  |                          | Fridrich IV. Falcký                  |  |  |  |  |  |  |  |                     |
|                        |                                     |  |                          |                                      |  |  |  |  |  |  |  |                     |
|                        | Alžběta Šarlota Falcká              |  |                          |                                      |  |  |  |  |  |  |  |                     |
|                        |                                     |  |                          |                                      |  |  |  |  |  |  |  |                     |
|                        |                                     |  |                          | Luisa Juliana Oranžská               |  |  |  |  |  |  |  |                     |
|                        |                                     |  |                          |                                      |  |  |  |  |  |  |  |                     |